# Genocidaris incerta
Genocidaris incerta is een zee-egel uit de familie Trigonocidaridae.
De wetenschappelijke naam van de soort werd in 1928 gepubliceerd door Hubert Lyman Clark.